# 梅原玲奈
梅原 玲奈（うめはら れいな、1983年8月1日 - ）は、日本の女子フリースタイルスキーヤー。 

## 経歴・人物
東京都出身。日本大学卒。デンソーセールススキークラブに所属した。
小学校4年生からアルペンスキーを始め、全日本スキー選手権・冬季アジア大会等のタイトル獲得やナショナルチーム入りを果たし日本のトップレーサーとして長年活動。
2008年5月にフリースタイル・スキークロスに転向。初年度から猪苗代で行われたFISフリースタイルスキー世界選手権の代表となる。
同年の国内レースにおいては全勝。
2018年冬季オリンピックの スキークロス で出場した。ほか、2009年、2011年、2015年、2017年のFISフリースタイル世界スキー選手権に参加した。
2018年シーズンをもって競技を引退した。
ロックバンドSIAM SHADEのファンだと公言している。